# Hải Thượng (xã)
Hải Thượng là một xã thuộc huyện Hải Lăng, tỉnh Quảng Trị, Việt Nam.

## Địa lý
Xã Hải Thượng có diện tích 16,6 km², dân số năm 1999 là 5.433 người, mật độ dân số đạt 327 người/km².

## Hành chính
Xã Hải Thượng được chia thành 2 thôn: Đại An Khê, Thượng Xá.